# Parodia buiningii
Espèce
Statut de conservation UICN

 CR A4ac : 
En danger critique
Statut CITES
Parodia buiningii est une espèce de plantes à fleurs du genre Parodia, famille des Cactaceae. On le retrouve en Uruguay (Artigas, Rivera et Salto) et au Brésil (Rio Grande do Sul).

## Description
Parodia buiningii est un cactus globulaire pouvant atteindre 8 cm de haut sur 12 cm de large, on lui compte environ 16 côtes tuberculées.
Les aréoles sont blanches et laineuse, on distingue 4 épines centrales brunes.
Les fleurs sont jaunes d'une taille de 5 à 7 cm.

## Étymologie
Parodia : du botaniste argentin, Lorenzo Raimundo Parodi.
buiningii : en l'honneur du personnage Albert Frederik Henrik Buining.